# 1516 w literaturze
Wydarzenia literackie w 1516 roku.

## Nowe książki
- polskie
- zagraniczne
  - Utopia – Tomasz More

## Nowe poezje
- polskie
- zagraniczne
  - Cancioneiro Geral – pierwsza drukowana antologia poezji portugalskiej

## Urodzili się
- Klemens Janicki – poeta polskołaciński

## Zmarli
- Baptysta Spagnoli – włoski błogosławiony, karmelita i poeta